# Bainoceratop
El bainoceratop (Bainoceratops) és un gènere de dinosaure ceratop que va viure al Cretaci superior (Campanià). Fou descrit per primera vegada per Tereschenko i Alifanov l'any 2003. Les seves restes fòssils s'han trobat al sud de Mongòlia.